# Josef Fiedler (starosta)
Josef Fiedler (11. prosince 1846 Šternberk – 21. března 1923 Šternberk) byl rakouský politik německé národnosti z Moravy; poslanec Moravského zemského sněmu a starosta Šternberka.

## Biografie
Byl synem továrníka Josefa Fiedlera. Od roku 1906 do roku 1912 byl starostou Šternberka. V roce 1912 na funkci rezignoval. Jeho nástupcem se stal továrník Johann Langer.
Počátkem 20. století se zapojil i do vysoké politiky. V zemských volbách v roce 1906 byl zvolen na Moravský zemský sněm, za kurii městskou, německý obvod Šternberk. V roce 1906 se uvádí jako německý pokrokový kandidát (Německá pokroková strana).
S manželkou Marií, rozenou Münckovou, měl čtyři děti. Jediný syn Otto padl v hodnosti kapitána v září 1915 na frontě. Josef Fiedler zemřel v březnu 1923. Bylo mu 76 let.
Jeho synovcem byl aviatik Paul Fiedler (1884–1955).